# Tuxedo Park (Nueva York)
Tuxedo Park es una villa ubicada en el condado de Orange en el estado estadounidense de Nueva York. En el año 2006 tenía una población de 731 habitantes y una densidad poblacional de 105 personas por km². La villa fue agregada el 13 de marzo de 1980 como distrito histórico al Registro Nacional de Lugares Históricos.

## Historia
El parque está situado en las montañas de Ramapo.  En la época colonial, adquirió una reputación de los depósitos de hierro sin desarrollar. En consecuencia, una empresa formada en Inglaterra y dirigida por William Alexander, Lord Stirling, adquirió una gran extensión en el vecindario. La compañía construyó hornos cerca de Ringwood y abrió minas en el río Ramapo cerca del lago Sterling. Pierre Lorillard II adquirió la empresa y sus tenencias de la tierra en 1790. Una vez que los depósitos de hierro se agotan, la tierra se utiliza para la explotación de árboles.
Lo que ahora es el pueblo y las zonas inmediatamente circundantes que se desarrolló por primera vez como una reserva privada de caza y pesca por Pierre Lorillard IV en 1885. En ese momento se hizo conocido como Tuxedo Park. Lorillard IV inicialmente construyó pequeñas casas de campo, alquilando o vendiendo a sus amigos y familiares. El proyecto se hizo tan popular que organizó el Tuxedo Club y la Asociación de Tuxedo Park, y rodeo la propiedad con una valla alta de juego. Esta valla marcó con bastante precisión los límites actuales de la zona restringida al uso de los residentes de Tuxedo Park. En 1924, la Tuxedo Securities Corporation adquirió a los herederos de Pierre Lorillard, fallecido, todas las acciones de la Asociación de Tuxedo Park.

## Geografía
Tuxedo Park se encuentra ubicada en las coordenadas 41°12′5″N 74°12′6″O / 41.20139, -74.20167. Según la Oficina del Censo, la ciudad tiene un área total de 8,4 km² (3,2 mi²), de la cual 6,9 km² (2,7 mi²) es tierra y 1,4 km² (0,5 mi²) (17.03%) es agua.

## Demografía
Según la Oficina del Censo en 2000 los ingresos medios por hogar en la localidad eran de $91,820, y los ingresos medios por familia eran $102,056. Los hombres tenían unos ingresos medios de $70,536 frente a los $46,250 para las mujeres. La renta per cápita para la localidad era de $63,538. Alrededor del 4.4% de la población estaban por debajo del umbral de pobreza.